# Castigo dos Rebeldes
O Castigo dos Rebeldes é um afresco  do pintor renascentista italiano Sandro Botticelli feito entre os anos 1480 e 1482 e localizado na Capela Sistina em Roma.

## História
Em 27 de outubro de 1480, diversos pintores florentinos partiram para Roma, onde foram chamados como parte de um projeto de reconciliação entre Lorenzo de' Medici, o governante de facto da República Florentina e Papa Sisto IV. Os florentinos iniciaram os trabalhos na Capela Sistina no começo da primavera de 1841 junto com Pietro Perugino. Rosselli trouxe com ele seu genro, Piero di Cosimo.
O tema da decoração era um paralelo entre as Estórias de Moisés e as de Cristo, como um sinal da continuidade do Velho e do Novo Testamento. Uma continuidade também entre a lei divina das Tábuas e a mensagem de Jesus, que por sua vez, escolheu Pedro (o primeiro bispo eleito de Roma) como seu sucessor: isso iria finalmente resultar na legitimação dos sucessores deste último, os papas de Roma.
Botticelli, ajudado por vários assistentes, pintou três cenas. Em Fevereiro de 1482 seu contrato foi renovado, incluindo as outas cenas para completar a decoração da capela. Entretanto em 20 de fevereiro seu pai morreu, ele retornou para Florença, onde permaneceu.

## Descrição
A pintura retrata três episódios e histórias de uma rebelião dos hebreus contra Moisés e Aarão. À direita, os rebeldes tentam apedrejar Moisés após tornar-se desiludido pelas suas provações da sua emigração do Egito. Josué se colocou entre os rebeldes e Moisés, protegendo-o do apedrejamento. A cena de centro mostra a rebelião liderada por Coré e à esquerda o grupo de rebeldes junto à espera do castigo de Deus.
A mensagem é clara, ninguém deve duvidar da autoridade do Papa sobre toda a Igreja. O poder do papado era constantemente questionada na época. Esta pintura serve como um lembrete de que a liderança do Papa foi concedida por Deus, quando ele deu a Pedro as chaves do reino dos céus.